# 楊輔業
楊輔業，陝西富平人，清朝政治人物。

## 生平
1684年（康熙二十三年）上任台灣諸羅縣典史，是吏員。為第一任竹塹巡檢，又於1687年升任江南和州吏目。